# Essentieel aminozuur
Een essentieel aminozuur is een aminozuur dat niet in het lichaam van de mens kan worden gemaakt. Essentiële aminozuren behoren daarom in voldoende mate in de voeding aanwezig te zijn. In normale omstandigheden en met een gezond voedingspatroon bevinden deze essentiële aminozuren zich in voldoende mate in het voedsel.
Niet-essentiële aminozuren kunnen onder bepaalde omstandigheden essentieel worden, wanneer de snelheid waarmee het lichaam een bepaald aminozuur aanmaakt tekortschiet om in de behoefte te voorzien. Een dergelijk aminozuur wordt dan "semi-essentieel" of "conditioneel essentieel" genoemd. Voorbeelden van dergelijke omstandigheden kunnen snelle groei, operatie of zware sportbeoefening zijn.
De identificatie van acht aminozuren als essentieel voor de mens en de indeling van aminozuren in essentiële en niet-essentiële aminozuren is gebaseerd op werk van de Engelse voedingskundige William Cumming Rose in de jaren dertig van de twintigste eeuw. Door het selectief verwijderen van aminozuren uit het voedsel van ratten, ontdekte hij dat tien aminozuren voor deze dieren essentieel waren: lysine, tryptofaan, histidine, fenylalanine, leucine, isoleucine, methionine, valine, arginine en threonine. Later ontdekte Rose dat bij mensen histidine en arginine verwijderd konden worden zonder dat dit effect had op de stikstofbalans, waarop hij de acht aminozuren identificeerde die tot op de dag van vandaag als essentieel gelden. De Wereldgezondheidsorganisatie rekent histidine echter toch tot de essentiële aminozuren, omdat het weglaten ervan schadelijke effecten heeft op het hemoglobinepeil. Daarnaast lijkt histidine ook onmisbaar te zijn tijdens de ontwikkeling en groei van het lichaam en waarschijnlijk ook bij het herstel van het lichaam en ontwikkeling van het immuunsysteem.
Later werd ontdekt dat er bepaalde omstandigheden zijn waarin sommige niet-essentiële aminozuren toch niet in voldoende mate in het lichaam geproduceerd kunnen worden, waardoor behoefte ontstaat aan aanvulling vanuit de voeding. Voorbeelden van deze zogenoemde "semi-essentiële" of "conditioneel essentiële" aminozuren zijn glycine, histidine, glutamine, arginine, tyrosine en cysteïne. De laatste drie zijn voor zuigelingen en groeiende kinderen essentieel. Glutamine kan na operaties of zware sportbeoefening essentieel worden.
Niet-essentiële aminozuren kunnen in de lever uit andere aminozuren worden gevormd door transaminering.

## Ziektes
Lijders van de ziekte fenylketonurie (PKU) zijn niet in staat het essentiële aminozuur fenylalanine af te breken. Dit kan zich daardoor opstapelen in het lichaam en onder andere tot hersenbeschadiging leiden. Patiënten dienen zich daarom aan een streng dieet te houden om de hoeveelheid fenylalanine in het lichaam te beperken. Omdat de ziekte goed te behandelen is en om ernstige schade te voorkomen, worden alle baby's bij de geboorte hierop getest middels de zogenaamde hielprik.

## Vegetarisme
Planten bevatten niet alle essentiële aminozuren in voldoende mate. Daarom werd vegetariërs vroeger met klem aangeraden om altijd twee soorten plantaardige producten te combineren: monocotylen zoals maïs en granen (voor methionine, valine, threonine, fenylalanine, leucine en isoleucine) en dicotylen zoals bonen (voor valine, threonine, fenylalanine, leucine, isoleucine, tryptofaan en lysine). Niet elk gedeelte van de plant bevat evenveel eiwit.
| Naam           | Code(3) | Code(1) | R=                                                           | Essentieel voor de mens                    |
| -------------- | ------- | ------- | ------------------------------------------------------------ | ------------------------------------------ |
| Alanine        | Ala     | A       | -CH3                                                         | niet-essentieel                            |
| Arginine       | Arg     | R       | -CH-HN=C(NH2)2+                                              | semi-essentieel                            |
| Asparagine     | Asn     | N       | -CH2-CO-NH2                                                  | niet-essentieel                            |
| Asparaginezuur | Asp     | D       | -CH2-COO−                                                    | niet-essentieel                            |
| Cysteïne       | Cys     | C       | -CH2-SH                                                      | semi-essentieel (essentieel voor kinderen) |
| Glutamine      | Gln     | Q       | -CH2-CH2-CO-NH2                                              | semi-essentieel                            |
| Glutaminezuur  | Glu     | E       | -CH2-CH2-COO−                                                | niet-essentieel                            |
| Glycine        | Gly     | G       | -H                                                           | semi-essentieel                            |
| Histidine      | His     | H       | -CH2-cycl(NH-CH=N-CH=C)                                      | (semi-)essentieel                          |
| Isoleucine     | Ile     | I       | -CH2-CH-(CH2)2                                               | essentieel                                 |
| Leucine        | Leu     | L       | -CH2-CH2-CH2-CH3                                             | essentieel                                 |
| Lysine         | Lys     | K       | -CH2-CH2-CH2-CH2-NH2                                         | essentieel                                 |
| Methionine     | Met     | M       | -CH2-CH2-S-CH3                                               | essentieel                                 |
| Fenylalanine   | Phe     | F       | -CH2-Ph                                                      | essentieel                                 |
| Proline        | Pro     | P       | -[5 ring van 4 C atomen en de amino-N die daardoor NH wordt] | niet-essentieel                            |
| Serine         | Ser     | S       | -CH2-OH                                                      | niet-essentieel                            |
| Threonine      | Thr     | T       | -CH(OH)-CH3                                                  | essentieel                                 |
| Tryptofaan     | Trp     | W       | -CH2-cyclo(Ph-NH-CH=C)                                       | essentieel                                 |
| Tyrosine       | Tyr     | Y       | -CH2-p-Ph-OH                                                 | semi-essentieel (essentieel voor kinderen) |
| Valine         | Val     | V       | -CH-(CH3)2                                                   | essentieel                                 |

## Aanbevolen dagelijkse hoeveelheden
Goed inschatten van de benodigde dagelijkse hoeveelheden essentiële aminozuren blijkt niet eenvoudig; de hoeveelheden zijn in het verleden aanzienlijk bijgesteld. Onderstaande tabel geeft een overzicht van de aanbevolen dagelijkse hoeveelheden conform WHO-richtlijnen voor volwassenen.
| Code | Aminozuur               | mg/kg (2007)             | mg/kg (1985) |
| ---- | ----------------------- | ------------------------ | ------------ |
| I    | isoleucine              | 20                       | 10           |
| L    | leucine                 | 39                       | 14           |
| K    | lysine                  | 30                       | 12           |
| M+C  | methionine + cysteïne   | 10,4 + 4,1 (14,5 totaal) | 13           |
| F+Y  | fenylalanine + tyrosine | 25                       | 14           |
| T    | threonine               | 15                       | 7            |
| W    | tryptofaan              | 4                        | 3,5          |
| V    | valine                  | 26                       | 10           |